# Toxpack
Toxpack ist eine deutsche Punk- / Hardrock-Band aus Berlin, die 2001 gegründet wurde und ihre Ursprünge in der Streetpunk- und Oi!-Szene hat.

## Geschichte
Nach der Veröffentlichung des Debütalbums Stadtgeflüster im Jahr 2001 wurde 2002 die Single Racheengel auf den Markt gebracht. 2003 entstand die EP Vergeltung mit der Göttinger Formation Stomper 98. Seit dem 2003 veröffentlichten zweiten Album Die andere Seite lädt die Band zu ihren Produktionen befreundete Gastsänger ein. Dazu gehörte 2003 Mickey Fitz von der aus England stammenden Punk-Band The Business.
Im Jahr 2005 erschien mit Aggressive Kunst das dritte Album, auf dem der New Yorker Roger Miret von Agnostic Front mit einem Gastauftritt zu hören ist.
2007 erschien in Kooperation mit DSS Records und Randale Records das vierte Studioalbum Cultus Interruptus. Es war die erste Zusammenarbeit mit dem Produzenten Harris Johns bei insgesamt drei aufeinanderfolgenden Studioalben.
Der Albumtitel lehnt sich an den Begriff Coitus interruptus (Unterbrochener Geschlechtsverkehr) an. „Cultus Interruptus“ bedeutet „kultiviert abgebrochen“ und wird als Wortspiel im Text mit „Wir brechen Kultur“ verwendet.
Auf dem Album-Titeltrack sind zwei befreundete Berliner Urgesteine Koefte de Ville Mad Sin und Atze von Troopers zu hören. In diesem Lied wird für ein subkulturellen Zusammenhalt in der Punk-, Hardcore-, Psychobilly-, Rocker- sowie Metal-Szene besungen. Das dazugehörige Musikvideo drehten Toxpack in Berlin auf der Warschauer Str. in der Nähe der Oberbaumbrücke mit ca. 100 Personen. Der Clip wurde auf der Streaming-Plattform YouTube veröffentlicht.
2009 erschien das Album Epidemie. Gary Meskil, Sänger der New Yorker Band Pro-Pain und der Frontmann Joost de Graaf und der Gitarrist Erik Wouters von der aus den Niederlanden stammenden Band Discipline sind jeweils auf zwei verschiedenen Songs zu hören.
Das Album Bastarde von Morgen wurde 2011 veröffentlicht; zum 10-jährigen Bandjubiläum waren wieder zwei befreundete Gastsänger mit dabei. Paul Bearer von Sheer Terror und Roi Pearce von The Last Resort.
2013 und 2014 spielten Toxpack als Vorband auf Stephan Weidners Tour. Außerdem verkündeten sie den Wechsel zum Betontod-Label Better Than Hell. Dort erschien am 12. September 2014 das Album Friss! was von Produzent Michael Mainx (arbeitete auch z. B. für Böhse Onkelz, Der W, Tankard und D-A-D) in Frankfurt am Main im Studio23 aufgenommen und produziert wurde. Vorab wurde der Song Nichts hören, sehen, sagen! veröffentlicht, bei dem Weidner als Gastsänger mitwirkte, wo gemeinsam Stellung bezogen wird gegen Alltagsrassismus und mangelnder Zivilcourage. Das Album brachte Toxpack die erste Chartplatzierung und erreichte Platz 16 in den deutschen Charts.
Ende 2014 verließ der Schlagzeuger Hinni Hammer aus persönlichen Gründen nach zehn Jahren die Band. Auf dem traditionellen „Heimspiel“ wurde er im Berliner Huxley’s verabschiedet. Als Nachfolger stellte man Zoppel, langjähriger Freund der Band und seit 2011 als Drum-Tec tätig, vor.
2016 unterschrieben Toxpack einen weltweiten Vertrag mit dem österreichischen Metal-Major-Label Napalm Records. Das am 31. März 2017 erschienene Album „Schall & Rausch“, produziert und aufgenommen im Dailyhero-Recordings-Tonstudio in Berlin-Kreuzberg, erntete in vielen Magazinen Höchstpunktzahlen.
Am 31. Mai 2019 erschienen das aktuelle Album „Kämpfer“, landete auf Platz 7 der offiziellen deutschen Album-Charts und ist das neunte Studioalbum der Band.
Zum 20-jährigen Bandjubiläum kündigt die Band für den 28. Januar 2022 ihr zehntes Studioalbum namens „Zwanzig.Tausend Volt“ über das Label Napalm Records an.
Toxpack knackt mit „Zwanzig.Tausend Volt“ zu ihrem 20-jährigen Jubiläum erstmals die Top 5 der deutschen Album-Charts.

## Stil und Erfolge

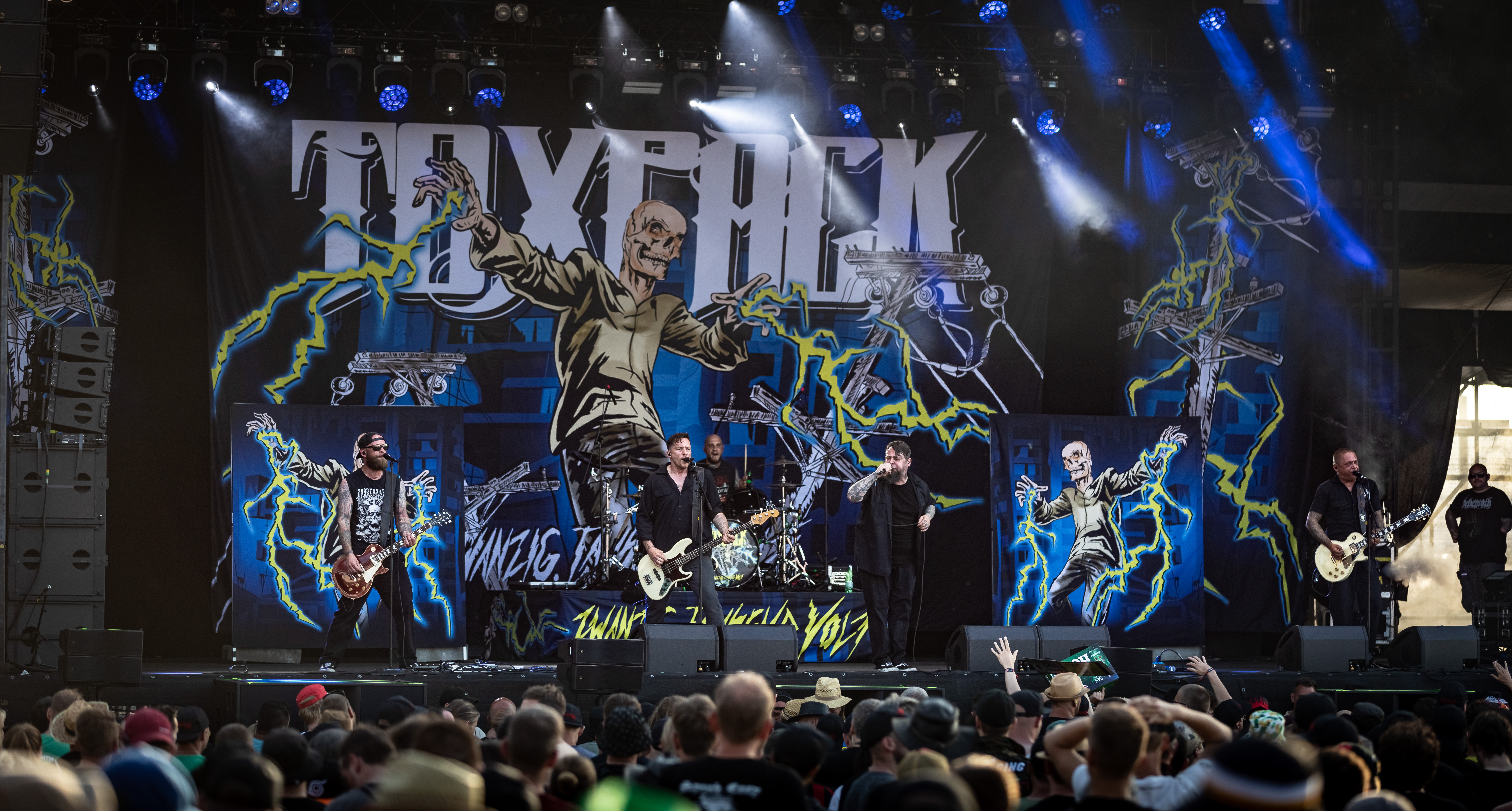
Toxpack live @Rock am Ring 2022

Toxpack begannen ihre Laufbahn musikalisch als klassische Streetpunk-Band, wobei sie ihren Musikstil von Anfang an als „Streetcore“ bezeichneten, eine Mischung aus Punk, Hardcore und Heavy Metal. Die Band hat den Begriff „Streetcore“ in Deutschland geprägt und versteht darunter: Von der Straße, für die Straße. Im Laufe der Jahre flossen immer mehr Rock- und Hard-Rock-Elemente in den Toxpack-Sound ein. Auf dem Album Friss! (2014) sind Lead-Gesang und Chöre in zahlreichen Stücken melodiöser ausgefallen als auf allen Vorgängeralben.
„Schall & Rausch“ fällt soundtechnisch gegenüber dem Vorgänger „Friss!“ um einiges härter und kerniger aus. Der Longplayer brachte der Band die zweite Chartplatzierung – Nr. 20 der deutschen Album-Charts – ihrer Karriere ein.
„Kämpfer“ knüpft nahtlos an den Erfolg von „Schall & Rausch“ an und wurde auch wieder im Dailyhero-Recordings-Tonstudio produziert. Dieses Album beschert der Band nun ihren dritten Einstieg in die Album-Charts und zum ersten Mal Platz 7 in den Top Ten. Dieses Album hat in vielen Magazinen sehr positive Kritiken erhalten.

## Bandmitglieder

Toxpack, live auf dem With Full Force 2018
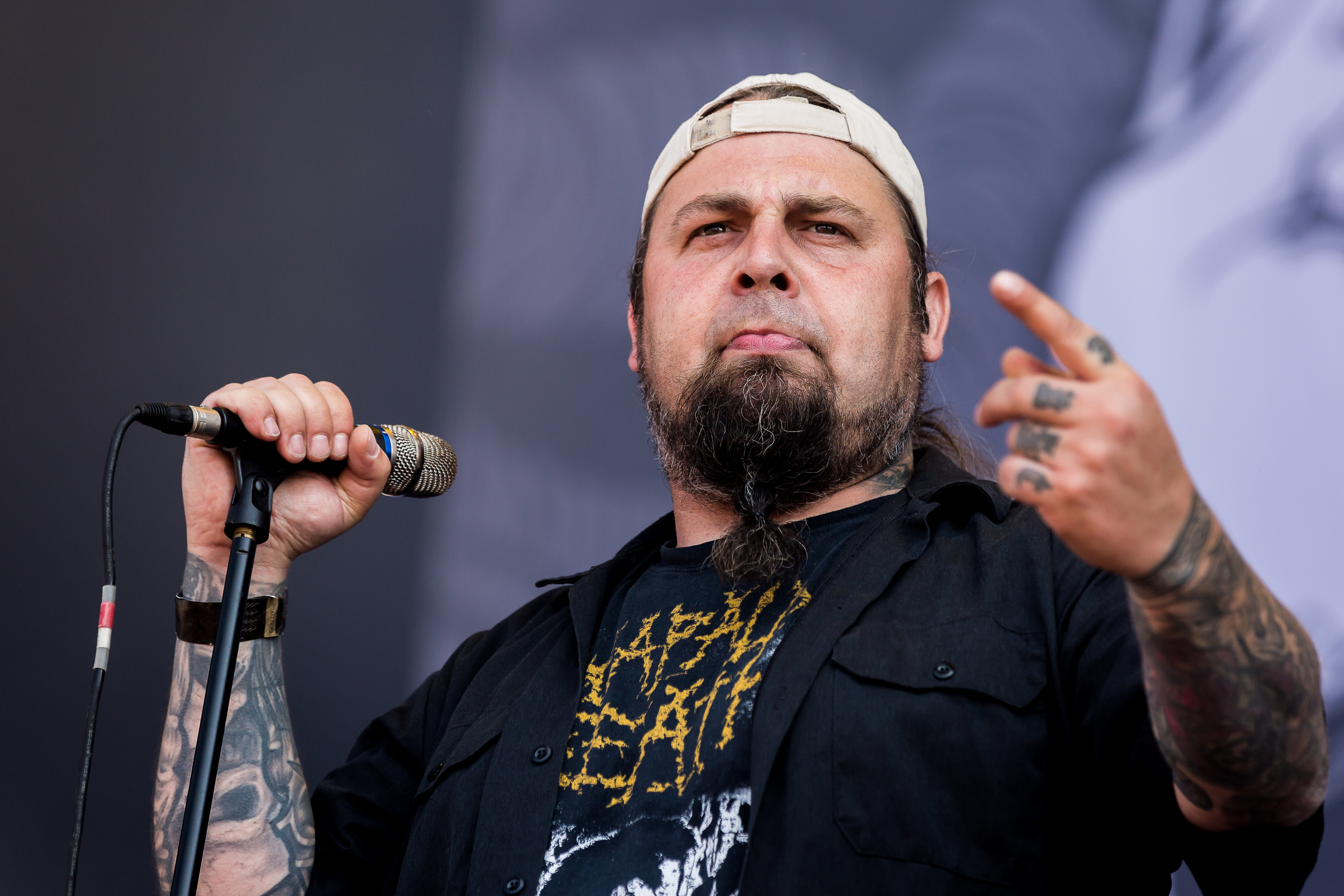
Sänger Daniel Schulz
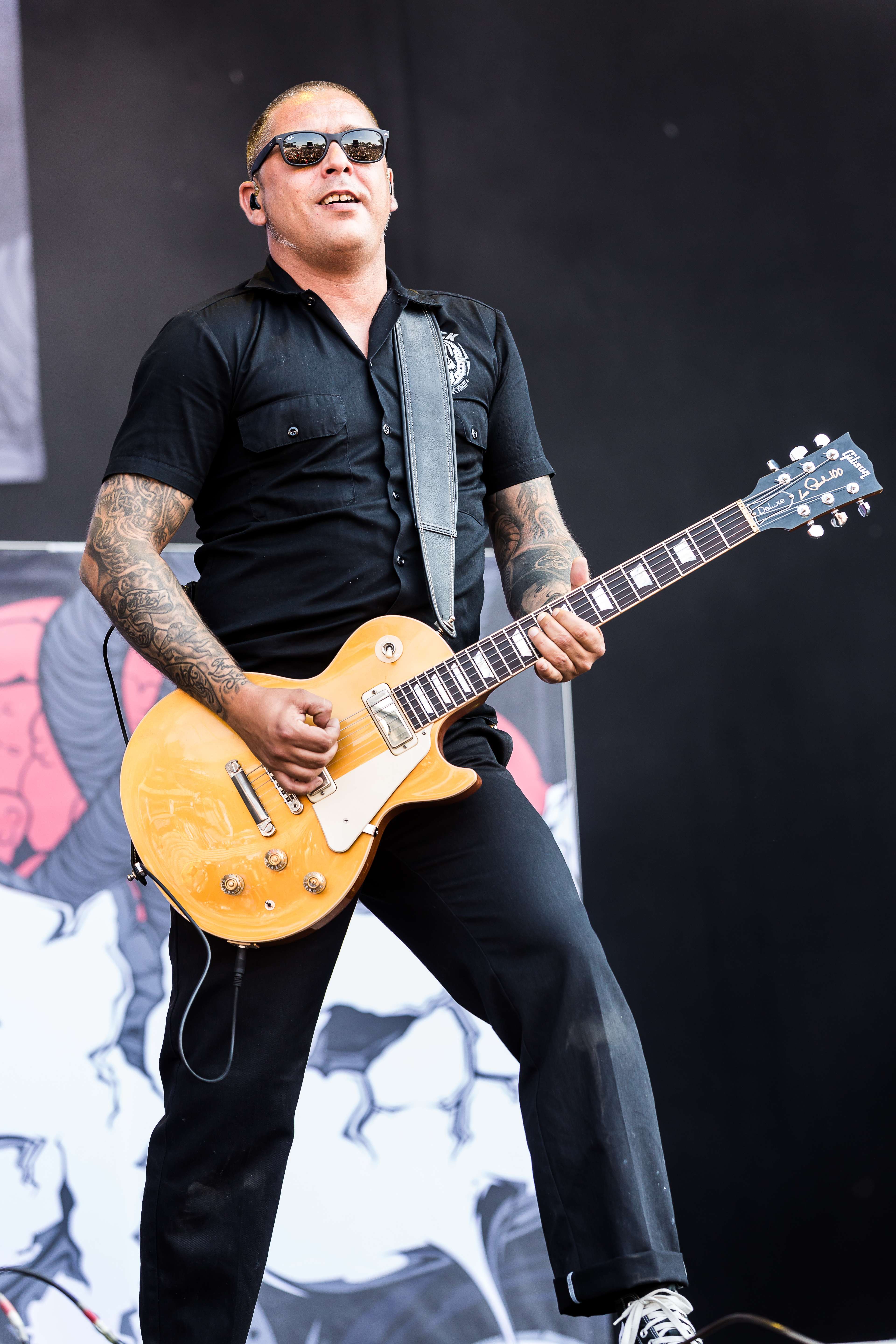
Gitarrist Tommi Tox
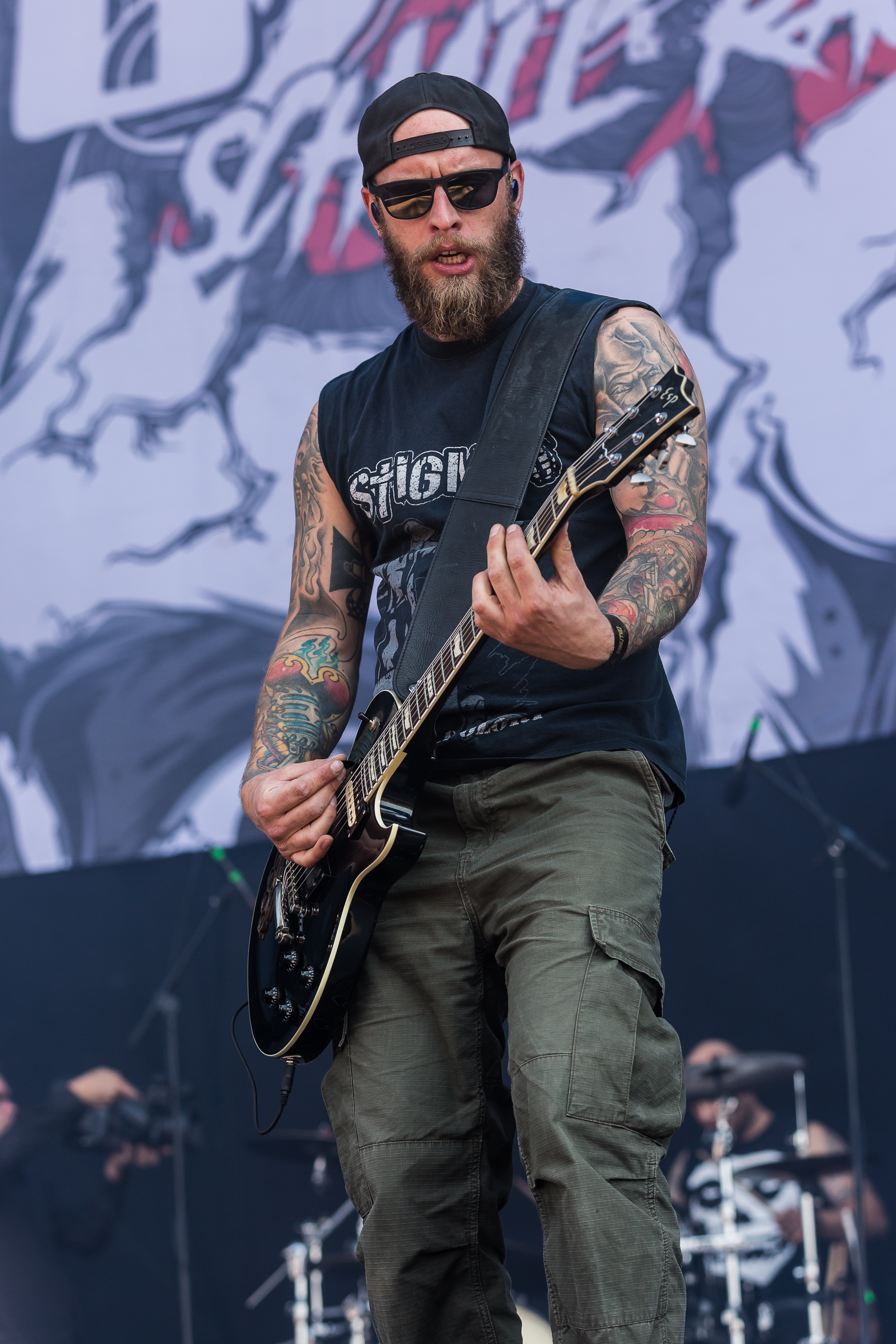
Gitarrist Erik Henning
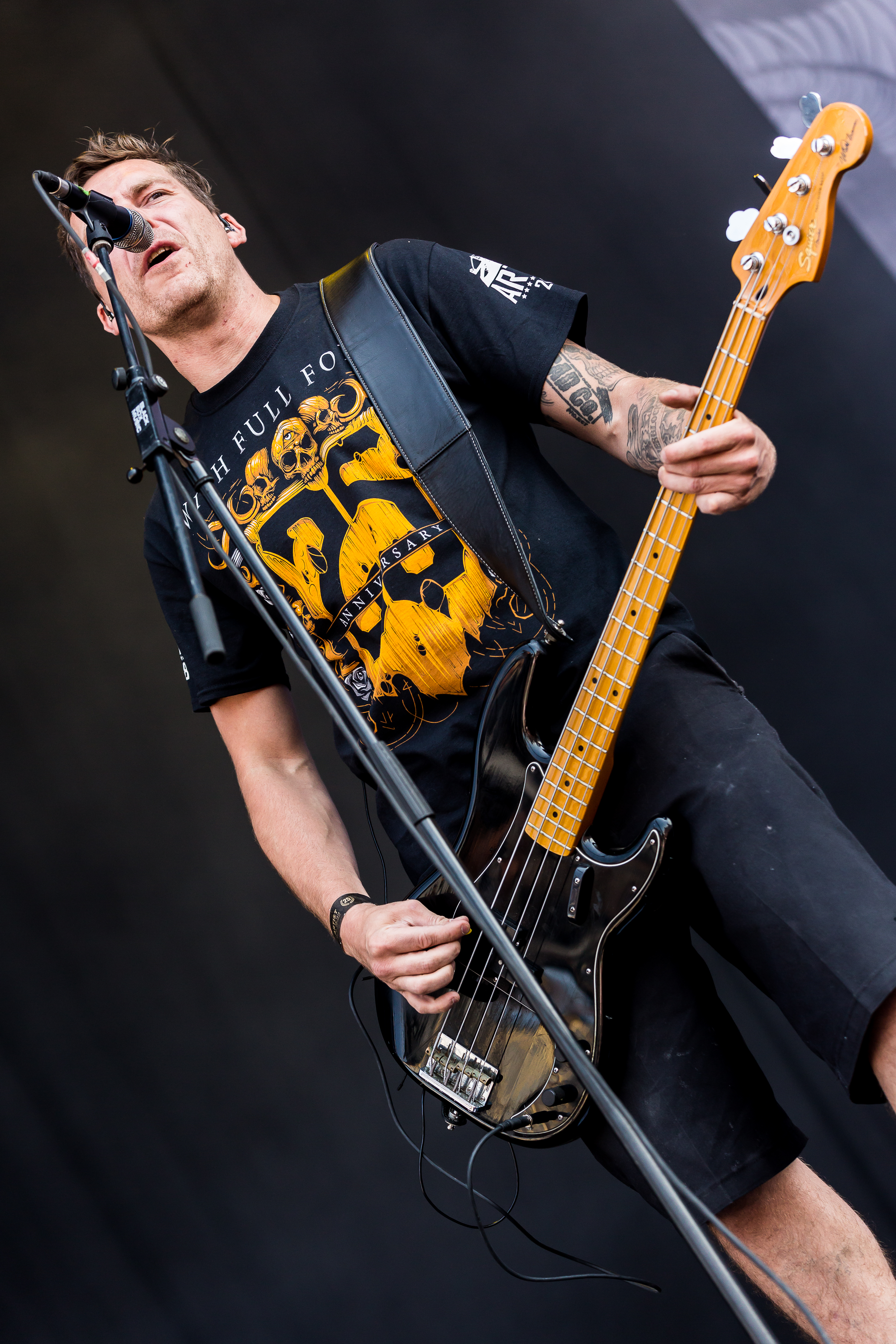
Bassist Stephan Zebisch
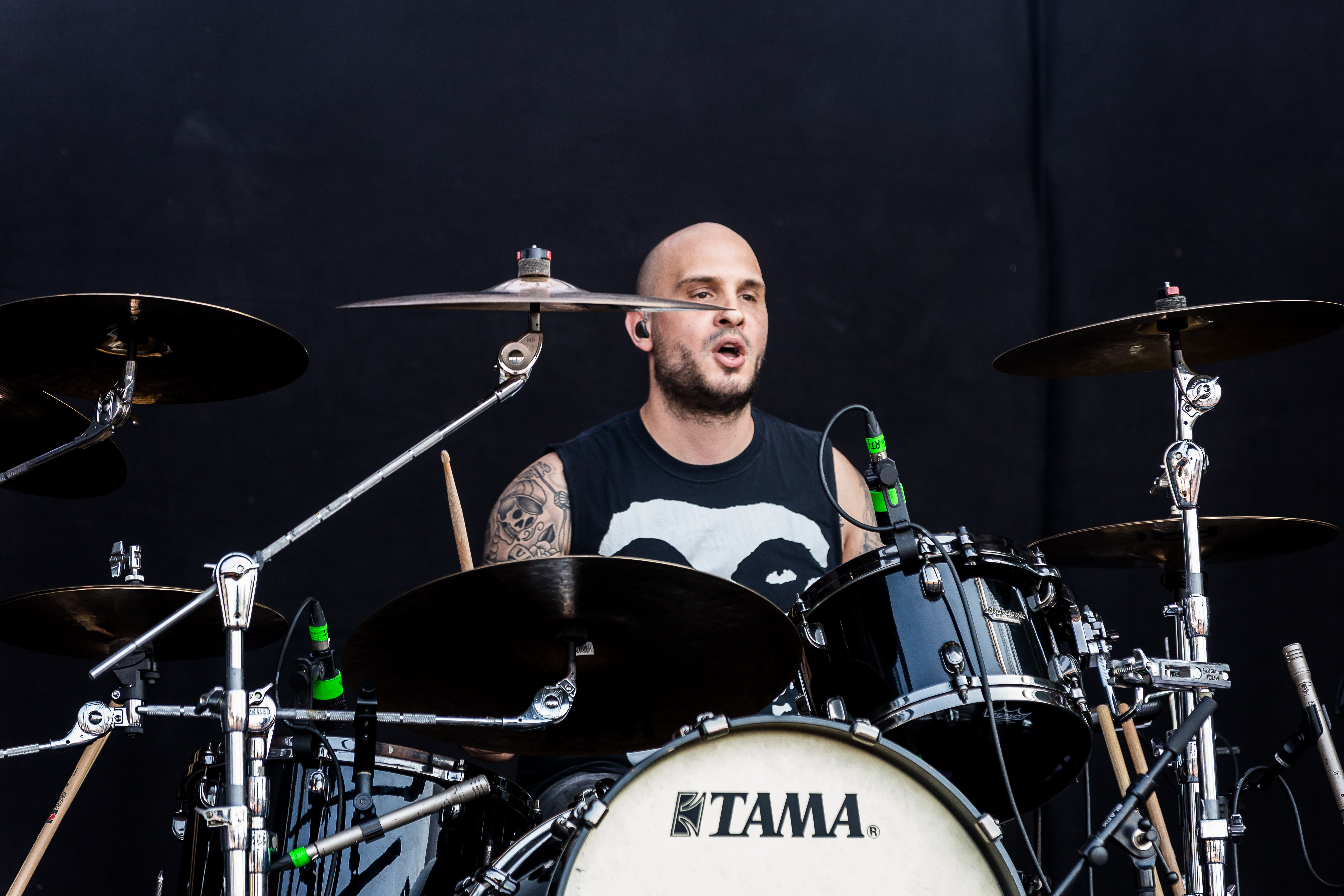
Schlagzeuger Oliver von Prondzinsky

## Diskografie

### Alben
- 2001: Stadtgeflüster CD (Bad Dog Records) / LP (Scene Attack Records)
- 2003: Die andere Seite CD (DSS Records) / PicLP (Meuterei Records)
- 2005: Aggressive Kunst CD (Meuterei Records) / PicLP (Puke Music)
- 2007: Cultus Interruptus CD (DSS Records) / LP (Randale Records)
- 2009: Epidemie CD/LP (People Like You Records)
- 2011: Bastarde von Morgen CD (Sunny Bastards Records) / PicLP/LP (Crazy United Records)
- 2014: Friss! CD/LP Better Than Hell
- 2017: Schall & Rausch CD/LP (Napalm Records)
- 2019: Kämpfer CD/LP (Napalm Records)
- 2022: Zwanzig.Tausend Volt CD/LP/Earbook (Napalm Records)

### EPs
- 2002: Racheengel (DSS Records)
- 2003: Vergeltung (Split mit Stomper 98, DSS Records)

### Musikvideos
- 2005: Suff und wilde Spiele
- 2005: Aggressive Kunst feat. Roger Miret (Agnostic Front)
- 2007: Cultus Interruptus feat. Atze (Troopers) und Köfte (Mad Sin)
- 2009: Ohne Mich
- 2011: Bastarde von Morgen
- 2012: Uhrwerk
- 2014: Nichts hören, sehen, sagen (featuring Stephan Weidner)
- 2014: Nichts bleibt wie es ist
- 2017: Willkommen im Klub
- 2017: Bis zum letzten Ton
- 2019: Setz die Segel
- 2019: Arschloch
- 2019: Kämpfer
- 2019: Liebe ist tödlich
- 2020: Hauptsache es geht uns gut
- 2021: Bastarde für alle Zeit
- 2021: Ozean voll Scheiße
- 2022: Totgeglaubt, doch neugeboren
- 2022: Zwanzig.Tausend Volt